# (3444) Степанян
(3444) Степанян (лат. Stepanian) — типичный астероид главного пояса, открыт 7 сентября 1980 года советским астрономом Николаем Черных в Крымской астрофизической обсерватории и 28 апреля 1991 года назван в честь советских астрономов Наталии и Арнольда Степанян.

## Обнаружение и именование
(3444) Степанян
Открыт 7 сентября 1980 года в Научном Н. С. Черных.
Назван в честь мужа и жены, сотрудников Крымской астрофизической обсерватории на протяжении более 30 лет. Выдающийся астрофизик Наталия Николаевна Степанян возглавляет отдел физики Солнца обсерватории. Руководитель лаборатории гамма-излучения Арнольд Арташесович Степанян инициировал строительство уникального 48-элементного телескопа для исследований обсерваторией источников гамма-излучения.
Оригинальный текст (англ.)3444 Stepanian
Discovered 1980-09-07 by Chernykh, N. at Nauchnyj.
Named in honor of husband-and-wife staff members at the Crimean Astrophysical Observtory for more than 30 years. Natalia Nikolaevna Stepanian, prominent astrophysicist, is head of the observatory's solar physics department. Arnol'd Artashesovich Stepanian, head of the gamma-ray laboratory, initiated the construction of the unique 48-element telescope for the observatory's research on gamma-ray sources.
Источники: DISCOVERY.DB; M.P.C. 18137.

## Орбита

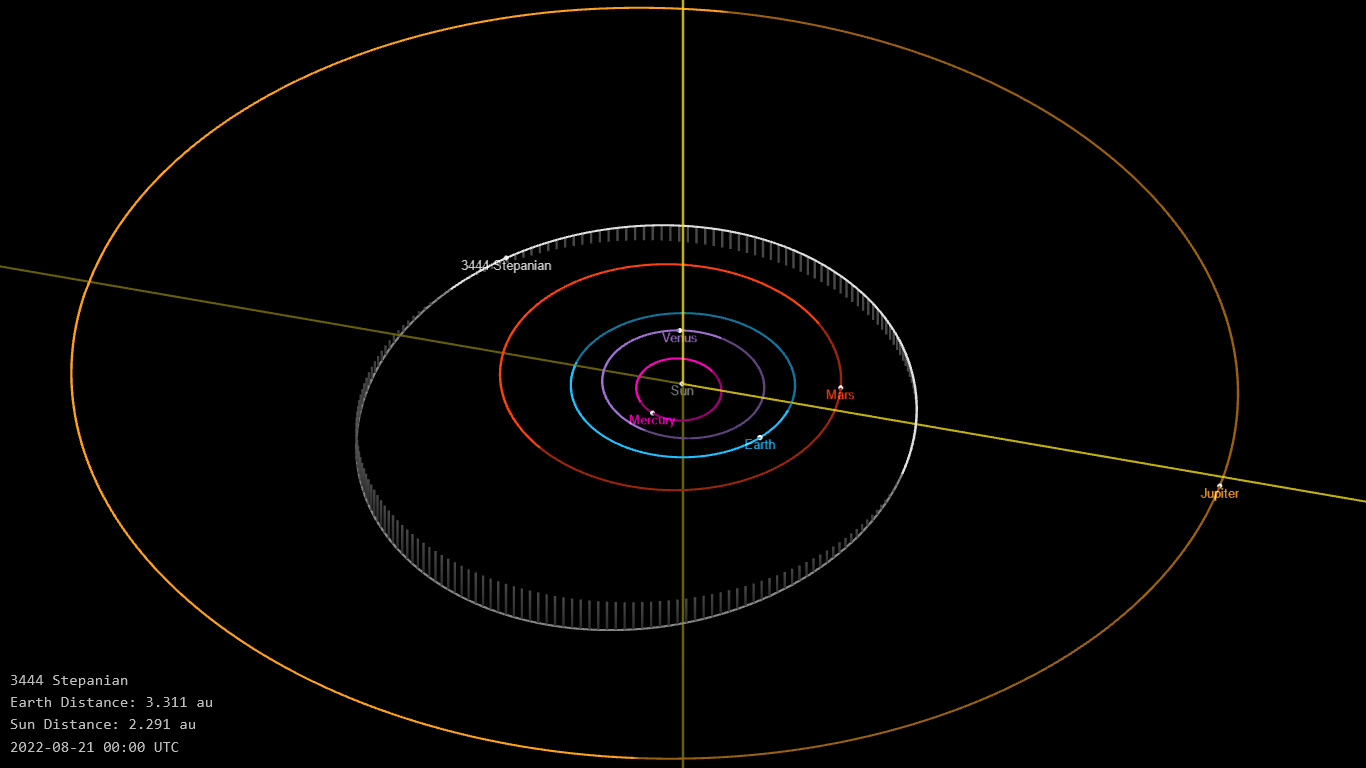
Орбита астероида Степанян и его положение в Солнечной системе

## Физические характеристики
Астероид относится к таксономическому классу S.
По результатам наблюдений в видимом и ближнем инфракрасном диапазоне космического телескопа NEOWISE диаметр астероида сначала оценивался равным 6.694±0.035 км, позже — 5.74±1.02 км и 6.425±0.071 км. Согласно тем же источникам альбедо оценивается как 0.4360±0.0541, 0.38±0.21 и 0.475±0.085.